# Sonnet 18

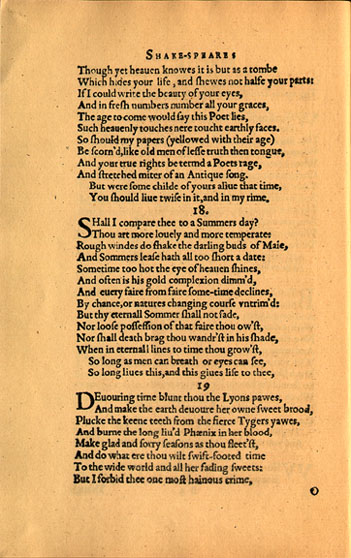
Een facsimile van sonnet 18 uit 1609.

Sonnet 18 of Shall I compare thee to a summer's day? is een van de bekendste van de 154 sonnetten van William Shakespeare. Het thema is de vergankelijkheid van aardse schoonheid en de eeuwigheid van de poëzie. De meeste onderzoekers zijn het er tegenwoordig over eens dat het oorspronkelijke onderwerp van het gedicht, de geliefde tot wie de dichter zich richt, een man is, hoewel het gedicht vaak wordt gebruikt om een vrouw te beschrijven. Het sonnet is het eerste na wat nu de procreation sonnets (1 tot 17) wordt genoemd, waarin een jonge man aangemaand wordt om voor nageslacht te zorgen.

## Shakespeares tekst
| Sonnet 18 Shall I compare thee to a summer's day? Thou art more lovely and more temperate. Rough winds do shake the darling buds of May, And summer's lease hath all too short a date. Sometime too hot the eye of heaven shines, And often is his gold complexion dimmed, And every fair from fair sometime declines, By chance or nature's changing course untrimmed; But thy eternal summer shall not fade Nor lose possession of that fair thou ow'st, Nor shall death brag thou wander'st in his shade When in eternal lines to time thou grow'st. So long as men can breathe or eyes can see, So long lives this, and this gives life to thee. |

## Vertaling
Zal ik jou vergelijken met een zomerdag?
Je bent veel mooier, zachter, niet zo heet
Ruwe winden schudden lieftallige knoppen in mei
En voor je het weet is die zomer alweer voorbij
Soms schijnt het hemeloog te fel
En dan weer wordt haar gouden glans versluierd
Al wat mooi is vervaagt zo met de tijd
Door ongeluk of door verval van de natuur
Maar jouw zomer gaat nimmermeer voorbij
Noch zal jouw schoonheid ooit vergaan
Noch zal de Dood snoeven dat jij in zijn schaduw dwaalt,
Want deze regels vereeuwigen jou
Zolang er mensen leven en dit kunnen aanschouwen
Zal jij in dit gedicht verder leven.

## Analyse
Shakespeares sonnetten zijn voornamelijk geschreven in een metrum genaamd jambische pentameter, een rijmschema waarin elke sonnetregel bestaat uit tien lettergrepen. De lettergrepen zijn verdeeld in vijf paren, jambes genoemd, waarbij elk paar begint met een onbeklemtoonde lettergreep.
In het sonnet vergelijkt de dichter zijn geliefde met het zomerseizoen, en beweert dat zijn geliefde beter is. De dichter stelt ook dat zijn geliefde eeuwig zal leven in de woorden van het gedicht. Er zijn parallellen met de gedichten van Ovidius Tristia en Amores, die beide ook gelijkaardige thema's behandelen. Sonnet 18 is geschreven in de typische sonnetvorm van Shakespeare, met 14 regels van jambische pentameter eindigend in een rijmend couplet.
De eerste twee kwatrijnen richten zich op de schoonheid van de door de dichter bewonderde man. De dichter vergelijkt deze met een zomerse dag, maar laat zien dat er geen sprake kan zijn van enige vergelijking, aangezien de tijdloze schoonheid van deze man die van het vluchtige, onbestendige seizoen overtreft. De dichter bedenkt een manier om deze schoonheid te vereeuwigen. De meest aangewezen manier zou het krijgen van kinderen zijn, waarin de schoonheid van de ouder weerspiegeld zou zijn. Omdat de toegesprokene echter geen kinderen wil, zal de dichter die schoonheid vatten in de "eternal lines" van een gedicht. Hier zien we ook hoe Shakespeare "zomer" gebruikt als metafoor voor schoonheid en jeugd.

## Trivia
Bryan Ferry heeft een versie van Shakespeares Sonnet 18 (2:53) opgenomen voor de cd Diana, Princess of Wales: Tribute (disc 1).
In 2001 nam Pink Floyd gitarist David Gilmour Sonnet 18 op voor zijn vrouw, met de muziek door hem geschreven en gespeeld op piano door Michael Kamen. Een video van het nummer verscheen als bonus op zijn dvd uit 2002, David Gilmour in Concert, maar de opname is nooit uitgebracht op een album.
Dit sonnet is getoonzet door de Zweedse componist Nils Lindberg.
In de aflevering Ménage à Troi (seizoen 3, aflevering 24) van Star Trek: The Next Generation citeert kapitein Jean-Luc Picard dit gedicht. 